# Dinastia Liao
Dinastia Liao (chineză tradițională: 辽朝, chineză simplificată: 辽朝; pinyin: Liao Chao), a fost o dinastie care a condus regiunile Manciuria, Mongolia și o parte din nordul Chinei între anii 907 - 1125. Ea a fost fondată de către tribul Yelu (耶律Yēlǜ) a poporului Kitai ultima perioada a dinastiei Tang, deși primul domnitor, Ābǎojī (阿保机/阿保机), a proclamat prima perioadă a domniei sale doar în 916.
În 947 (sau în funcție de alte surse din 938), împăratul Yelu Ruǎn adoptat în mod oficial numele de "Liao" (în mod oficial "Marea Liao"). Abandonat în 983 , numele a fost refolosit în 1066.
Împărăția lui Liao a fost distrusă de Jurchi a dinastiei Jin în 1125. Supraviețuitorii, conduși de Yelu Dashi, au fondat dinastia Liao de Vest sau Kara Khitay, care a supraviețuit până la sosirea armatei lui Ginghis Han.